# Gruchawka
Gruchawka – instrument muzyczny z grupy idiofonów potrząsanych, składający się z korpusu wykonanego z gliny lub drewna osadzonego na rękojeści, wewnątrz którego umieszczono kilka kamyczków, ziarenek śrutu bądź nasion. Potrząsanie gruchawką powoduje uderzanie ziaren w ścianki korpusu i powstawanie charakterystycznych dźwięków. Jest to jeden z najstarszych znanych instrumentów muzycznych; w Polsce spotykany m.in. w wykopaliskach archeologicznych w rejonach kultury łużyckiej.